# 排球少年！！ (動畫)
《排球少年！！》是改編自古館春一同名漫畫《排球少年！！》的電視動畫系列。

## 概要
第1季於2014年4月至6月在MBS、TBS電視網播出，全25話。
第2季「排球少年！！Second Season」於2015年10月至2016年3月在MBS、TOKYO MX、CBC、BS11等電視台播出，全25話。
第3季「排球少年！！烏野高中VS白鳥澤學園高中」於2016年10月至12月在「Animeism」時段播出，全10話。
第4季「排球少年！！TO THE TOP」於2020年1月至12月在「Super Animeism」時段播出，全25話。
續篇劇場動畫「排球少年！！ FINAL」的第一部「垃圾場的決戰」於2024年2月16日在日本上映。

## 製作人員
|                    | 第1季                                                | 第2季                                                | 第3季                                                | 第4季                                                |
| ------------------ | ---------------------------------------------------- | ---------------------------------------------------- | ---------------------------------------------------- | ---------------------------------------------------- |
| 原作               | 古館春一                                             | 古館春一                                             | 古館春一                                             | 古館春一                                             |
| 監督               | 滿仲勸                                               | 滿仲勸                                               | 滿仲勸                                               | 佐藤雅子                                             |
| 副監督             | 不適用                                               | 石川真理子                                           | 石川真理子                                           | 石川真理子                                           |
| 系列構成           | 岸本卓                                               | 岸本卓                                               | 岸本卓                                               | 岸本卓                                               |
| 人物設定           | 岸田隆宏                                             | 岸田隆宏                                             | 岸田隆宏                                             | 岸田隆宏                                             |
| 道具設計           | 小倉典子                                             | 小林祐                                               | 小林祐                                               | 米川麻農                                             |
| 美術設定、美術監督 | 立田一郎                                             | 立田一郎                                             | 立田一郎                                             | 立田一郎                                             |
| 色彩設計           | 佐藤真由美                                           | 佐藤真由美                                           | 佐藤真由美                                           | 佐藤真由美                                           |
| 動作設定           | 甲斐泰之                                             | 不適用                                               | 不適用                                               | 不適用                                               |
| 攝影監督           | 中田祐美子                                           | 中田祐美子                                           | 中田祐美子                                           | 中田祐美子                                           |
| CG監督             | 田村和弘                                             | 井崎正裕                                             | 不適用                                               | 岩﨑浩平（3D）                                       |
| 2D工作             | 山崎真紀子（~第2季第8話）、濱中亞希子（第2季第9話~） | 山崎真紀子（~第2季第8話）、濱中亞希子（第2季第9話~） | 山崎真紀子（~第2季第8話）、濱中亞希子（第2季第9話~） | 山崎真紀子（~第2季第8話）、濱中亞希子（第2季第9話~） |
| 剪輯               | 植松淳一                                             | 植松淳一                                             | 植松淳一                                             | 植松淳一                                             |
| 音響監督           | 菊田浩巳                                             | 菊田浩巳                                             | 菊田浩巳                                             | 菊田浩巳                                             |
| 音樂               | 林友樹、橘麻美                                       | 林友樹、橘麻美                                       | 林友樹、橘麻美                                       | 林友樹、橘麻美                                       |
| 音樂製作           | 東寶                                                 | 東寶                                                 | 東寶                                                 | 東寶音樂                                             |
| 音樂製作人         | 三上政高                                             | 三上政高                                             | 三上政高                                             | 飯塚知佐子、原田繪美                                 |
| 總製作人           | 森下勝司、丸山博雄                                   | 森下勝司、丸山博雄                                   | 森下勝司、丸山博雄                                   | 森下勝司、丸山博雄                                   |
| 總製作人           | 藤田雅規                                             | 不適用                                               | 不適用                                               | 高橋亞希人、                                         |
| 總製作人           | 足立聡史                                             | 足立聡史                                             | 大好誠                                               | 稗田晉                                               |
| 總製作人           | 古澤佳寛                                             | 古澤佳寛                                             | 古澤佳寛                                             | 藤尾明史、遠藤哲哉                                   |
| 製作人             | 岡村和佳菜、前田俊博、森廣扶美                       | 岡村和佳菜、前田俊博、森廣扶美                       | 岡村和佳菜、前田俊博、森廣扶美                       | 岡村和佳菜、前田俊博、森廣扶美                       |
| 製作人             | 篠崎真哉、齋藤朋之、                                 | 篠崎真哉、齋藤朋之、                                 | 篠崎真哉、齋藤朋之、                                 | 倉島真由實、本多祐                                   |
| 製作人             | 外村敬一                                             | 不適用                                               | 不適用                                               | 田口翔一朗                                           |
| 動畫製作人         | 松下慶子                                             | 松下慶子                                             | 松下慶子                                             | 松下慶子                                             |
| 動畫製作           | Production I.G                                       | Production I.G                                       | Production I.G                                       | Production I.G                                       |
| 製作               | 「排球少年！！」 製作委員會 MBS                      | 「排球少年！！ Second Season」 製作委員會            | 「排球少年！！烏野高中 VS白鳥澤學園高中」 製作委員會 | 「排球少年！！ TO THE TOP」 製作委員會               |

## 登場角色
來源：
- 日向翔陽：村瀨步
- 影山飛雄：石川界人
- 澤村大地：日野聰
- 菅原孝支：入野自由
- 田中龍之介：林勇
- 東峰旭：細谷佳正
- 西谷夕：岡本信彥
- 月島螢：內山昂輝
- 山口忠：齊藤壯馬
- 緣下力：增田俊樹
- 清水潔子：名塚佳織
- 武田一鐵：神谷浩史
- 烏養繫心：田中一成→江川央生
- 及川徹：浪川大輔
- 岩泉一：吉野裕行
- 孤爪研磨：梶裕貴
- 黑尾鐵朗：中村悠一

## 音樂
| 類別   | 作品  | 作品       | 曲名               | 主唱                   | 作詞                 | 作曲                 | 編曲                                   | 備註                      |
| ------ | ----- | ---------- | ------------------ | ---------------------- | -------------------- | -------------------- | -------------------------------------- | ------------------------- |
| 片頭曲 | 第1季 | 第1－13話  | 《Imagination》    | SPYAIR                 | MOMIKEN              | UZ                   | UZ                                     | 第4季第25話當作片尾曲使用 |
| 片頭曲 | 第1季 | 第15－25話 | 《Ah Yeah!!》      | 無限開關               | 大橋卓彌、常田真太郎 | 大橋卓彌、常田真太郎 | 大橋卓彌、常田真太郎                   | 第14話當作片尾曲使用      |
| 片頭曲 | 第2季 | 第1－13話  | 《I'm a Believer》 | SPYAIR                 | MOMIKEN              | UZ                   | UZ                                     |                           |
| 片頭曲 | 第2季 | 第14－25話 | 《FLY HIGH!!》     | BURNOUT SYNDROMES      | 熊谷和海             | 熊谷和海             | 石渡淳治 & BURNOUT SYNDROMES           |                           |
| 片頭曲 | 第3季 | 第1－10話  | 《Hikariare》      | BURNOUT SYNDROMES      | 熊谷和海             | 熊谷和海             | 石渡淳治 & BURNOUT SYNDROMES           |                           |
| 片頭曲 | 第4季 | 第1－13話  | 《PHOENIX》        | BURNOUT SYNDROMES      | 熊谷和海             | 熊谷和海             | 石渡淳治、熊谷和海、eji                |                           |
| 片頭曲 | 第4季 | 第14－25話 | 《突破口》         | SUPER BEAVER           | 柳澤亮太             | 柳澤亮太             | SUPER BEAVER                           |                           |
| 片尾曲 | 第1季 | 第1－13話  | 《天地倒轉》       | NICO Touches the Walls | 光村龍哉             | 光村龍哉             | NICO Touches the Walls & Takashi Asano |                           |
| 片尾曲 | 第1季 | 第15－25話 | 《LEO》            | tacica                 | 豬狩翔一             | 豬狩翔一             | tacica、湯淺篤                         |                           |
| 片尾曲 | 第1季 | OVA        | 《》               | 石崎HUWIE              | 石崎HUWIE            | 石崎HUWIE            | Tomi Yo                                |                           |
| 片尾曲 | 第2季 | 第1－13話  | 《Climber》        | Galileo Galilei        | 尾崎雄貴             | 尾崎雄貴             | Galileo Galilei                        |                           |
| 片尾曲 | 第2季 | 第14－25話 | 《發熱》           | tacica                 | 豬狩翔一             | 豬狩翔一             | tacica、湯淺翔                         |                           |
| 片尾曲 | 第3季 | 第1－10話  | 《Mashi Mashi》    | NICO Touches the Walls | 光村龍哉             | 光村龍哉             | NICO Touches the Walls & Takashi Asano |                           |
| 片尾曲 | 第4季 | 第1－13話  | 《決戰Spirit》     | CHiCO with HoneyWorks  | HoneyWorks           | HoneyWorks           | HoneyWorks                             |                           |
| 片尾曲 | 第4季 | 第14－24話 | 《One Day》        | SPYAIR                 | MOMIKEN              | MOMIKEN              | MOMIKEN、tasuku                        |                           |

## 各話列表
| 話數   | 日本原文標題 | 中國大陸標題            | 台灣標題                | 香港標題           | 劇本     | 分鏡              | 演出              | 作畫監督                                                                               | 動作作畫監督      | 對應原作          |
| 第1季  | 第1季        | 第1季                   | 第1季                   | 第1季              | 第1季    | 第1季             | 第1季             | 第1季                                                                                  | 第1季             | 第1季             |
| ------ | ------------ | ----------------------- | ----------------------- | ------------------ | -------- | ----------------- | ----------------- | -------------------------------------------------------------------------------------- | ----------------- | ----------------- |
| 第1話  |              | 結束與開始              | 結束與開始              | 完結和開始         | 岸本卓   | 滿仲勸            | 滿仲勸            | 千葉崇洋                                                                               | 甲斐泰之          | 第1話             |
| 第2話  |              | 烏野高中排球部          | 烏野高中排球部          | 烏野高中排球隊     | 岸本卓   | 菊田幸一          | 菊田幸一          | 名倉智史                                                                               | 甲斐泰之          | 第2－3話          |
| 第3話  |              | 最強的夥伴              | 最強的夥伴              | 最強隊友           | 岸本卓   | 滿仲勸            | 平向智子          | 山口飛鳥、栗田聰美 伊藤秀樹                                                            | 甲斐泰之          | 第4－5話          |
| 第4話  |              | 顶端的景色              | 制高點的風景            | 巔峰的景色         | 岸本卓   | 滿仲勸            | 糸賀慎太郎        | 草間英興                                                                               | 甲斐泰之          | 第6－8話          |
| 第5話  |              | 胆小者的紧张            | 膽小鬼的緊張            | 膽小鬼的緊張       | 岸本卓   | 平田智浩          | 江島秦男          | 谷拓也、黑岩裕美                                                                       | 甲斐泰之          | 第9－10話         |
| 第6話  |              | 有趣的队伍              | 有意思的球隊            | 有趣的球隊         | 岸本卓   | 滿仲勸            | 平田智浩          | 入江健司、岡崎洋美                                                                     | 河島裕樹 甲斐泰之 | 第11－13話        |
| 第7話  |              | VS大王者                | VS大王陛下              | 挑戰大王           | 岸本卓   | 平田智浩          | 荻原露光          | 名倉智史、森田史 小倉典子                                                              | 甲斐泰之          | 第14－16話        |
| 第8話  |              | 被称为"王牌"人          | 被稱為王牌的人          | 稱為王牌的人       | 佐藤卓哉 | 菊田幸一          | 井端義秀          | 山口飛鳥、海谷敏久 本田敬子、高橋英樹 小倉典子                                         | 河島裕樹          | 第17－18話        |
| 第9話  |              | 给王牌的传球            | 托給王牌的球            | 給王牌的托球       | 岸本卓   | 石川真理子        | 石川真理子        | 草間英興、本田敬子 植田實、黑岩裕美 石川真理子                                         | 甲斐泰之          | 第19－21話        |
| 第10話 |              | 憧憬                    | 憧憬                    | 憧憬               | 岸本卓   | 大橋譽志光        | 糸賀慎太郎        | 本田真之 LEE JEONJONG                                                                  | 河島裕樹          | 第22－24話        |
| 第11話 |              | 决断                    | 決定                    | 決定               | 岸本卓   | 菊田幸一          | 遠藤廣隆          | 高橋英樹、本田敬子                                                                     | 甲斐泰之          | 第25－27話        |
| 第12話 |              | 猫与乌鸦的再会          | 貓與烏鴉再相見          | 貓和烏鴉的重逢     | 竹內利光 | 宮尾佳和          | 江島泰男          | 名倉智史、草間英興 下妻日紗子                                                          | 河島裕樹 滿仲勸   | 第27－30話        |
| 第13話 |              | 好對手                  | 好對手                  | 好對手             | 竹內利光 | 鎌倉由實          | 鈴木考聰          | 窪田康高、入江健司                                                                     | 甲斐泰之          | 第31－34話        |
| 第14話 |              | 強敵們                  | 強敵們                  | 強敵               | 岸本卓   | 佐藤雅子          | 平向智子          | 折井一雄、山口飛鳥 森田史                                                              | 河島裕樹          | 第35－37話        |
| 第15話 |              | 復活                    | 復活                    | 復活               | 岸本卓   | 湖山禎崇          | 村山靖            | 山本徑子、一之瀨結梨 山崎愛                                                            | 甲斐泰之          | 第37－39話        |
| 第16話 |              | 胜者和败者              | 贏家與輸家              | 勝者與敗者         | 岸本卓   | 宮地昌幸          | 糸賀慎太郎        | 高橋英樹、本田真之 小泉初榮                                                            | 河島裕樹          | 第40－41話        |
| 第17話 |              | 鐵壁                    | 鐵壁                    | 鐵壁               | 竹內利光 | 大塚隆史          | 大塚隆史          | 草間英興、山口飛鳥                                                                     | 甲斐泰之          | 第42－44話        |
| 第18話 |              | 背後的守護              | 背後的守護              | 背後的守護者       | 竹內利光 | 鎌倉由實          | 鎌倉由實          | 折井一雅、本田真之 小泉初榮、高橋英樹 植田實                                           | 河島裕樹          | 第45－47話        |
| 第19話 |              | 指揮者                  | 指揮者                  | 指揮家             | 岸本卓   | 遠藤廣隆          | 遠藤廣隆          | 名倉智史、石川真理子 容洪                                                              | 甲斐泰之          | 第48－49話        |
| 第20話 |              | 及川彻不是天才          | 及川徹並不是天才        | 及川徹並非天才     | 岸本卓   | 佐藤雅子          | 糸賀慎太郎        | 山口飛鳥、河野真貴 本田真之、千葉崇洋                                                  | 滿仲勸 甲斐泰之   | 第50－53話        |
| 第21話 |              | 前輩的實力              | 前輩的實力              | 師兄的實力         | 岸本卓   | 平向智子 滿仲勸   | 平向智子 渡邊徹明 | 草間英興、折井一雅 高橋英樹、小泉初榮 千葉崇洋                                         | 甲斐泰之          | 第54－57話        |
| 第22話 |              | 進化                    | 進化                    | 進化               | 岸本卓   | 笹木信作          | 神原敏昭          | 山本徑子、牧內桃子 千葉崇洋、名倉智史 高橋英樹、草間英興                               | 滿仲勸 甲斐泰之   | 第58－60話        |
| 第23話 |              | 改变局势的一球          | 扭轉情勢的一球          | 改變局勢的一球     | 岸本卓   | 菊田幸一          | 菊田幸一          | 山口飛鳥、黃瀨和哉 千葉崇洋、高橋英樹 森田史、河野真貴 折井一雅                        | 甲斐泰之          | 第61－65話        |
| 第24話 |              | 脱离"孤独的王者"        | 不再孤獨的王者          | 擺脱孤獨的帝王     | 岸本卓   | 滿仲勸            | 滿仲勸            | 名倉智史、本田真之 小泉初榮、石川真理子 河野真貴、黑岩裕美 黃瀨和哉、千葉崇洋 高橋英樹 | 不適用            | 第66－69話        |
| 第25話 |              | 第三天                  | 第三天                  | 第三天             | 岸本卓   | 安藤真裕          | 古田丈司          | 草間英興、高橋英樹 千葉崇洋、折井一雅 本田真之、黑岩裕美                               | 不適用            | 第70－71話        |
| OAD    |              | 列夫前來拜見！          | 列夫前來拜見！          | 不適用             | 岸本卓   | 吉田泰三          | 仲澤慎太郎        | 奧野治男、本田真之 千葉崇洋                                                            | 甲斐泰之          | 動畫原創          |
| 第2季  |              |                         |                         |                    |          |                   |                   |                                                                                        |                   |                   |
| 第1話  |              | Let's go 東京!!         | 去東京吧                | 進軍東京           | 岸本卓   | 滿仲勸 甲斐泰之   | 滿仲勸            | 名倉智史、千葉崇洋                                                                     | 甲斐泰之          | 第72－77話        |
| 第2話  |              | 直射日光                | 直射的日光              | 直射陽光           | 滿仲勸   | 湖山禎崇          | 湖山禎崇          | 奧野治男                                                                               | 甲斐泰之          | 第73－74話        |
| 第3話  |              | 村民B                   | 村民B                   | 村民B              | 滿仲勸   | 滿仲勸            | 仲澤慎太郎        | 本田真之                                                                               | 甲斐泰之          | 第75－76話        |
| 第4話  |              | 球場中間的王牌          | 中場王牌                | 副攻手王牌         | 岸本卓   | 吉田泰三          | 石川真理子        | 高橋英樹                                                                               | 高橋英樹          | 第78－79話        |
| 第5話  |              | 欲望                    | 慾望                    | 慾望               | 岸本卓   | 滿仲勸            | 平向智子 渡邊徹明 | 折井一雅、山口飛鳥                                                                     | 甲斐泰之          | 第80－82話        |
| 第6話  |              | 節奏                    | 節奏                    | 節奏               | 岸本卓   | 笹木信作          | 森大貴            | 名倉智史、下妻日紗子 鈴木明日香、千葉崇洋                                              | 甲斐泰之          | 第83－84話        |
| 第7話  |              | 月出                    | 月出                    | 月出               | 岸本卓   | 湖山禎崇          | 糸賀慎太郎        | 奥野治男、河野真貴 下妻日紗子                                                          | 甲斐泰之 高橋英樹 | 第85－87話        |
| 第8話  |              | 幻覺英雄                | 幻想英雄                | 幻想英雄           | 岸本卓   | 佐藤雅子          | 佐藤雅子          | 本田真之、山口飛鳥                                                                     | 甲斐泰之          | 第88－89話        |
| 第9話  |              | VS傘                    | VS傘                    | VS"傘"             | 岸本卓   | 吉田泰三          | 糸賀慎太郎        | 折井一雅、下妻日紗子 藤城香菜、本田真之 松井章                                         | 高橋英樹          | 第90－92話        |
| 第10話 |              | 齒輪                    | 齒輪                    | 齒輪               | 岸本卓   | 滿仲勸            | 仲澤慎太郎        | 本田真之、下妻日紗子 山口飛鳥                                                          | 甲斐泰之          | 第92－95話        |
| 第11話 |              | 上                      | 上                      |                    | 岸本卓   | 星野圓哉          | 渡邊徹明          | 名倉智史、窪田康高                                                                     | 高橋英樹          | 第95－98話        |
| 第12話 |              | 比賽開始                | 比賽開始                | 比賽開始           | 佐藤卓哉 | 川崎逸朗          | 川崎逸朗          | 宮川智惠子、秋山一則                                                                   | 甲斐泰之          | 第99－102話       |
| 第13話 |              | 簡單純粹的力量          | 簡單純粹的力量          | 簡單而單純的力量   | 佐藤卓哉 | 鎌倉由實          | 須之內佑典        | 片桐貴悠                                                                               | 高橋英樹          | 第102－105話      |
| 第14話 |              | 成長期                  | 成長期                  | 成長期             | 岸本卓   | 小村方宏治        | 小村方宏治        | 森田史、高橋靖子                                                                       | 甲斐泰之          | 第105－108話      |
| 第15話 |              | 遊樂場                  | 遊樂場                  | 遊樂場             | 岸本卓   | 谷口悟朗          | 渡邊徹明          | 山口飛鳥、藤城香菜 河野真貴、松井章                                                    | 高橋英樹          | 第109－113話      |
| 第16話 |              | 下一場                  | 下一場                  | 邁向下一步         | 岸本卓   | 吉田泰三          | 糸賀慎太郎        | 本田真之、下妻日紗子 折井一雅                                                          | 甲斐泰之          | 第114－117話      |
| 第17話 |              | 毫無鬥志之人的戰鬥      | 毫無鬥志之人的戰鬥      | 懦夫的戰鬥         | 岸本卓   | 笹木信作          | 鎌田裕輔          | 名倉智史、鈴木明日香 梅津茜                                                            | 高橋英樹          | 第118－120話      |
| 第18話 |              | 敗北者們                | 敗北者們                | 落敗者們           | 岸本卓   | 笹木信作          | 安藤貴史          | 宮川智惠子、秋山一則 片桐貴悠                                                          | 甲斐泰之          | 第121－125話      |
| 第19話 |              | 無論多少次都能再築鐵壁  | 無論多少次都能再築鐵壁  | 無限次建立鐵壁     | 岸本卓   | 佐藤雅子          | 佐藤雅子          | 山口飛鳥、河野真貴                                                                     | 高橋英樹          | 第126－128話      |
| 第20話 |              | 徹底抹去                | 徹底抹去                | 抺走               | 岸本卓   | 仲澤慎太郎        | 仲澤慎太郎        | 奧野治男、藤城香菜 片桐貴悠、荒木彌緒                                                  | 甲斐泰之          | 第129－131話      |
| 第21話 |              | 破壞者                  | 破壞者                  | 破壞者             | 岸本卓   | 福富博 笹木信作   | 糸賀慎太郎        | 本田真之、下妻日紗子 折井一雅、八尋裕子                                                | 高橋英樹          | 第132－135話      |
| 第22話 |              | 曾經·毫無鬥志之人的戰鬥 | 曾經·毫無鬥志之人的戰鬥 | 前懦夫的戰鬥       | 岸本卓   | 宮地昌幸          | 鎌田祐輔          | 名倉智史、鈴木明日香 梅津茜                                                            | 甲斐泰之          | 第136－139話      |
| 第23話 |              | 團隊                    | 團隊                    | 球隊               | 岸本卓   | 吉田泰三          | 渡邊徹明          | 片桐貴悠、山口飛鳥 河野真貴、小川繪理 荒木彌緒、八尋裕子                               | 高橋英樹          | 第140－142話      |
| 第24話 |              | 極限開關                | 極限開關                | 極限開關           | 岸本卓   | 滿仲勸            | 滿仲勸            | 奧野治男、折井一雅 下妻日紗子、名倉智史                                                | 甲斐泰之          | 第143－147話      |
| 第25話 |              | 宣戰公告                | 宣戰公告                | 宣戰公告           | 岸本卓   | 古田丈司          | 鎌倉由實          | 本田真之、鈴木明日香 藤城香菜、梅津茜 河野真貴                                         | 不適用            | 第148－149話      |
| OAD    |              | VS不及格                | VS"掛科"                | 不適用             | 岸本卓   | 仲澤慎太郎        | 仲澤慎太郎        | 奧野治男、河野真貴                                                                     | 不適用            | 動畫原創          |
| 第3季  |              |                         |                         |                    |          |                   |                   |                                                                                        |                   |                   |
| 第1話  |              | 見面禮                  | 問候                    | 見面禮             | 滿仲勸   | 滿仲勸            | 森大貴            | 名倉智史                                                                               | 甲斐泰之          | 第149－151話      |
| 第2話  |              | "左撇子"的威脅          | "左"的威脅              | 左撇子的威脅       | 岸本卓   | 日高政光          | 奧野治男          | 奧野治男                                                                               | 甲斐泰之          | 第151－155話      |
| 第3話  |              | GUESS.MONSTER           | GUESS.MONSTER           | GUESS MONSTER      | 岸本卓   | 日高政光 鎌田祐輔 | 糸賀慎太郎        | 本田真之、下妻日紗子                                                                   | 高橋英樹          | 第156－159話      |
| 第4話  |              | 月輪                    | 圓月之環                | 滿月               | 岸本卓   | 佐藤雅子          | 佐藤雅子          | 鈴木明日香、米川麻衣 折井一雅                                                          | 甲斐泰之          | 第160－164話      |
| 第5話  |              | 個體vs數量              | 個體VS群體              | 個體對群體         | 岸本卓   | 渡邉徹明          | 渡邉徹明          | 植田實、片桐貴悠 福原麻衣                                                              | 高橋英樹          | 第164－171話      |
| 第6話  |              | 邂逅的化學變化          | 邂逅的化學變化          | 邂逅產生的化學變化 | 滿仲勸   | 佐藤卓哉          | 糸賀慎太郎        | 名倉智史、奧野治男 米川麻衣                                                            | 甲斐泰之          | 第149、171－174話 |
| 第7話  |              | 執著                    | 執著                    | 執著               | 岸本卓   | 吉田泰三          | 鎌田祐輔          | 春日廣子、折井一雅 本田真之                                                            | 高橋英樹          | 第175－178話      |
| 第8話  |              | 討厭的男人              | 討厭的傢伙              | 令人反感的人       | 滿仲勸   | 滿仲勸            | 江副仁美          | 下妻日紗子、鈴木明日香 米川麻衣                                                        | 甲斐泰之          | 第179－183話      |
| 第9話  |              | 排球狂人                | 排球笨蛋們              | 排球狂人           | 岸本卓   | 滿仲勸            | 糸賀慎太郎        | 植田實、福原麻衣 片桐貴悠、八尋裕子 米川麻衣                                           | 高橋英樹          | 第184－187話      |
| 第10話 |              | 觀念之戰                | 理念之爭                | 理念之戰           | 岸本卓   | 笹木信作 滿仲勸   | 渡邊徹明          | 名倉智史、奧野治男 本田真之、鈴木明日香 折井一雅                                       | 甲斐泰之          | 第187－190、207話 |
| 第4季  |              |                         |                         |                    |          |                   |                   |                                                                                        |                   |                   |
| 第1話  |              | 自我介紹                | 自我介紹                | 自我介紹           | 岸本卓   | 佐藤雅子          | 佐藤雅子          | 名倉智史                                                                               | 高橋英樹          | 第207－209話      |
| 第2話  |              | 迷路                    | 迷途                    | 迷路               | 岸本卓   | 笹木信作          | 大塚隆寬          | 下妻日紗子、渡邊愛                                                                     | 高橋英樹          | 第210－211話      |
| 第3話  |              | 視點                    | 視角                    | 視點               | 岸本卓   | 室谷靖 佐藤雅子   | 室谷靖            | 片桐貴悠、鈴木繪萬                                                                     | 高橋英樹          | 第212－214話      |
| 第4話  |              | "安樂"                  | 輕鬆                    | 放鬆               | 岸本卓   | 吉田泰三          | 伊藤秀彌          | 稻吉朝子、吉田和香子                                                                   | 高橋英樹          | 第215－217話      |
| 第5話  |              | 空腹                    | 空腹                    | 飢餓               | 岸本卓   | 笹木信作          | 牧野友映          | 折井一雅、清水陽一 長坂寬治                                                            | 高橋英樹          | 第218－220話      |
| 第6話  |              | 昂揚                    | 昂揚                    | 昂揚               | 岸本卓   | 下田正美 佐藤雅子 | 野崎真代          | 名倉智史、下妻日紗子 清水陽一、高橋英樹                                                | 高橋英樹          | 第220－222話      |
| 第7話  |              | 歸還                    | 歸來                    | 歸還               | 岸本卓   | 下田正美 佐藤雅子 | 伊藤秀彌          | 渡邊愛、片桐貴悠                                                                       | 高橋英樹          | 第223－225話      |
| 第8話  |              | 挑戰者                  | 挑戰者                  | 挑戰者             | 岸本卓   | 笹木信作          | 牧野友映          | 折井一雅、鈴木繪萬 稻吉朝子                                                            | 高橋英樹          | 第225－228話      |
| 第9話  |              | 各自的夜晚              | 各自的夜晚              | 各人的晩上         | 岸本卓   | 許平康 佐藤雅子   | 又野弘道          | 清水陽一、吉田和香子 米川麻衣                                                          | 高橋英樹          | 第229－231話      |
| 第10話 |              | 戰線                    | 戰線                    | 戰線               | 岸本卓   | 笹木信作          | 曽根利幸          | 渡辺愛、式部美代子 宮川智恵子、徳田夢之介                                              | 高橋英樹          | 第231－234話      |
| 第11話 |              | 連繫起來的機會？        | 連繫起來的機會？        | 連繫的機會         | 岸本卓   | 吉田泰三          | 江副仁美 佐藤雅子 | 名倉智史、下妻日紗子 渡辺愛、藤城香菜                                                  | 高橋英樹          | 第234－242話      |
| 第12話 |              | 鮮明                    | 鮮明                    | 鮮明               | 岸本卓   | 鎌倉由実          | 伊藤秀弥          | 折井一雅、米川麻衣 吉田和香子、清水陽一                                                | 高橋英樹          | 第243－246話      |
| 第13話 |              | 第二天                  | 第二天                  | 第二天             | 岸本卓   | 鎌倉由実          | 鎌倉由実          | 鈴木絵万、片桐貴悠                                                                     | 高橋英樹          | 第246－250話      |
| 第14話 |              | 節奏                    | 節奏                    | 節奏               | 岸本卓   | 笹木信作          | 江副仁美          | 名倉智史、清水陽一                                                                     | 高橋英樹          | 第251－253話      |
| 第15話 |              | 尋覓                    | 尋覓                    | 發現               | 岸本卓   | 仲澤慎太郎        | 荻原露光          | 高橋直樹、南伸一郎 杜偉峰、黄鳳                                                        | 高橋英樹          | 第254－260話      |
| 第16話 |              | 失戀                    | 失戀                    | 失戀               | 岸本卓   | 仲澤慎太郎        | 堀内勇治          | 折井一雅、鈴木絵万                                                                     | 佐藤由紀          | 第260－264話      |
| 第17話 |              | 貓VS猴子                | 貓VS猴子                | 貓對猴             | 岸本卓   | 吉田泰三          | 許平康            | 名倉智史、渡邊愛 吉田和香子                                                            | 佐藤由紀          | 第265－266話      |
| 第18話 |              | 陷阱                    | 陷阱                    | 陷阱               | 岸本卓   | 吉田泰三          | 江副仁美          | 片桐貴悠、米川麻衣                                                                     | 高橋英樹          | 第267－269話      |
| 第19話 |              | 最強的挑戰者            | 最強的挑戰者            | 最強的挑戰者       | 岸本卓   | 許平康 佐藤雅子   | 許平康            | 渡邊愛、吉田和香子 向田隆、清水陽一                                                    | 高橋英樹 佐藤由紀 | 第269－273話      |
| 第20話 |              | 頭                      | 頭                      | 首領               | 岸本卓   | 笹木信作          | 堀内勇治          | 折井一雅、米川麻衣                                                                     | 高橋英樹          | 第273－277話      |
| 第21話 |              | 英雄                    | 英雄                    | 英雄               | 岸本卓   | 吉田泰三          | 鎌倉由實          | 片桐貴悠                                                                               | 佐藤由紀          | 第277－279話      |
| 第22話 |              | 岩釘                    | 岩釘                    | 岩釘               | 岸本卓   | 佐藤雅子          | 佐藤雅子          | 名倉智史                                                                               | 高橋英樹          | 第280－282話      |
| 第23話 |              | 安靜的王之誕生          | 安靜的王之誕生          | 寧靜帝王的誕生     | 岸本卓   | 笹木信作          | 荻原露光          | 高橋直樹、藤田正幸 輪和、楊國福、周婧 黃鳳、陳玉峰、楊榮潔 溫慶華                      | 高橋英樹          | 第283－286話      |
| 第24話 |              | 怪物們的宴會            | 怪物們的宴會            | 怪物們的盛宴       | 岸本卓   | 笹木信作          | 鎌倉由實          | 折井一雅、片桐貴悠 向田隆、米川麻衣                                                    | 高橋英樹          | 第286－290話      |
| 第25話 |              | 約定之地                | 約定之地                | 約定之地           | 岸本卓   | 大冢隆史          | 江副仁美          | 渡邊愛、吉田和香子 名倉智史                                                            | 高橋英樹          | 第291－292話      |
| OVA    |              | 陸VS空                  | 陸VS空                  |                    | 岸本卓   | 佐藤雅子          | 石川真理子        | 折井一雅、稲吉朝子                                                                     | 高橋英樹          | 第190－206話      |
| OVA    |              | 球之"道"                | 球之"道"                |                    | 岸本卓   | 笹木信作          | 荻原露光          | 高橋英樹                                                                               | -                 | 第190－206話      |

## 播放電視台
日本深夜動畫：下文記載的日本国内播放時間使用日本標準時間（UTC+9）表示。因為部分時間标识會採用30小时制，因此請留意这类超过24:00的时间，其實際播放時間為翌日清晨。
| 播放地區   | 播放電視台  | 播放日期                     | 播放時間（UTC+9）         | 所屬聯播網 | 備註                            |
| 第1季      | 第1季       | 第1季                        | 第1季                     | 第1季      | 第1季                           |
| ---------- | ----------- | ---------------------------- | ------------------------- | ---------- | ------------------------------- |
| 近畿廣域圈 | 每日放送    | 2014年4月6日－9月21日        | 星期日 17時00分－17時30分 | 日本新聞網 | 製作局 有字幕                   |
| 日本全國   | TBS系列     | 2014年4月6日－9月21日        | 星期日 17時00分－17時30分 | 日本新聞網 | 有字幕                          |
| 日本全國   | 萬代頻道    | 2014年4月20日－10月5日       | 星期日 12時00分 更新      | 網路電視   |                                 |
| 日本全國   | GyaO!       | 2014年4月21日－10月6日       | 星期一 24時00分 更新      | 網路電視   |                                 |
| 日本全國   | Animax      | 2014年5月26日－11月10日      | 星期一 19時00分－19時30分 | 衛星電視   | 有重播                          |
| 日本全國   | NOTTV       | 2015年6月5日－8月28日        | 星期五 25時00分－26時00分 | 地面電視   | 兩話連播                        |
| 第2季      |             |                              |                           |            |                                 |
| 近畿廣域圈 | 每日放送    | 2015年10月3日－2016年3月26日 | 星期六 26時58分－27時28分 | 日本新聞網 | 製作局 Anime Shower第3部 有字幕 |
| 中京廣域圈 | CBC電視台   | 2015年10月3日－2016年3月26日 | 星期六 27時23分－27時53分 | 日本新聞網 |                                 |
| 東京都     | TOKYO MX    | 2015年10月4日－2016年3月27日 | 星期日 24時00分－24時30分 | 獨立局     |                                 |
| 日本全國   | BS11        | 2015年10月4日－2016年3月27日 | 星期日 24時30分－25時00分 | 衛星電視   | ANIME+節目 有重播               |
| 福岡縣     | RKB每日放送 | 2015年10月4日－2016年3月27日 | 星期日 26時30分－27時00分 | 日本新聞網 |                                 |
| 北海道     | 北海道放送  | 2015年10月5日－              | 星期一 26時10分－26時40分 | 日本新聞網 |                                 |
| 宮城縣     | 東北放送    | 2015年10月6日－              | 星期二 25時48分－26時18分 | 日本新聞網 |                                 |
| 福島縣     | TVU福島     | 2015年10月10日－             | 星期六 17時00分－17時30分 | 日本新聞網 |                                 |

| 播放地區 | 播放電視台 | 播放日期                   | 當地播放時間                       | 所屬聯播網 | 回數  | 備註                                                               |
| -------- | ---------- | -------------------------- | ---------------------------------- | ---------- | ----- | ------------------------------------------------------------------ |
| 臺灣     | 華視       | 2015年1月3日－6月20日      | 星期六 17:30－18:00                | 衛星電視   | 第1季 |                                                                    |
| 臺灣     | 華視       | 2016年4月30日－10月15日    | 星期六 17:30－18:00                | 衛星電視   | 第2季 |                                                                    |
| 臺灣     | 東森電影台 | 2015年7月5日－8月16日      | 星期日 10:00－12:00                | 有線電視   | 第1季 | 8月16日 10:00－10:30                                               |
| 臺灣     | 東森電影台 | 2016年4月30日－10月15日    | 第2季                              | 有線電視   |       |                                                                    |
| 臺灣     | Animax     | 2021年7月20日－            | 星期一至日 20:30－21:00            | 有線電視   | 第1季 |                                                                    |
| 香港     | J2         | 2015年7月20日－8月21日     | 星期一至五 08:00－08:30            | 地面電視   | 第1季 |                                                                    |
| 香港     | J2         | 2017年6月17日－9月9日      | 星期六／日（非賽馬日）12:30－13:30 | 地面電視   | 第2季 | 6月17日 13:00－13:30 9月30日、10月21日停播                         |
| 香港     | J2         | 2017年9月17日－10月28日    | 星期六／日（非賽馬日）12:30－13:30 | 地面電視   | 第3季 | 6月17日 13:00－13:30 9月30日、10月21日停播                         |
| 香港     | J2         | 2020年11月7日-2021年2月7日 | 星期六／日（非賽馬日）13:30－14:30 | 地面電視   | 第4季 | 11月15日15:35－16:35 11月21日11:30－12:30 2021年2月7日08:35－09:05 |

## BD／DVD
| 卷數  | 發售日期       | 收錄話數   | 規格編號   | 規格編號   |
| 卷數  | 發售日期       | 收錄話數   | BD         | DVD        |
| 第1季 | 第1季          | 第1季      | 第1季      | 第1季      |
| ----- | -------------- | ---------- | ---------- | ---------- |
| 1     | 2014年7月16日  | 第1－3話   | TBR-24351D | TDV-24361D |
| 2     | 2014年8月20日  | 第4－6話   | TBR-24352D | TDV-24362D |
| 3     | 2014年9月17日  | 第7－9話   | TBR-24353D | TDV-24363D |
| 4     | 2014年10月15日 | 第10－12話 | TBR-24354D | TDV-24364D |
| 5     | 2014年11月19日 | 第13－15話 | TBR-24355D | TDV-24365D |
| 6     | 2014年12月17日 | 第16－18話 | TBR-24356D | TDV-24366D |
| 7     | 2015年1月21日  | 第19－21話 | TBR-24357D | TDV-24367D |
| 8     | 2015年2月18日  | 第22－23話 | TBR-24358D | TDV-24368D |
| 9     | 2015年3月18日  | 第24－25話 | TBR-24359D | TDV-24369D |
| 第2季 |                |            |            |            |
| 1     | 2016年1月20日  | 第1－3話   | TBR-25451D | TDV-25461D |
| 2     | 2016年2月17日  | 第4－6話   | TBR-25452D | TDV-25462D |
| 3     | 2016年3月16日  | 第7－9話   | TBR-25453D | TDV-25463D |
| 4     | 2016年4月20日  | 第10－12話 | TBR-25454D | TDV-25464D |
| 5     | 2016年5月18日  | 第13－15話 | TBR-25455D | TDV-25465D |
| 6     | 2016年6月15日  | 第16－18話 | TBR-25456D | TDV-25466D |
| 7     | 2016年7月13日  | 第19－21話 | TBR-25457D | TDV-25467D |
| 8     | 2016年8月17日  | 第22－23話 | TBR-25458D | TDV-25468D |
| 9     | 2016年9月14日  | 第24－25話 | TBR-25459D | TDV-25469D |
| 第3季 |                |            |            |            |
| 1     | 2016年12月7日  | 第1－2話   | TBR-26271D | TDV-26276D |
| 2     | 2017年1月18日  | 第3－4話   | TBR-26272D | TDV-26277D |
| 3     | 2017年2月22日  | 第5－6話   | TBR-26273D | TDV-26278D |
| 4     | 2017年3月15日  | 第7－8話   | TBR-26274D | TDV-26279D |
| 5     | 2017年4月12日  | 第9－10話  | TBR-26275D | TDV-26280D |
| 第4季 |                |            |            |            |
| 1     | 2020年3月18日  | 第1－4話   | TBR-29326D | TDV-29332D |
| 2     | 2020年5月20日  | 第5－8話   | TBR-29327D | TDV-29333D |
| 3     | 2020年8月19日  | 第9－13話  | TBR-29328D | TDV-29334D |
| 4     | 2020年12月16日 | 第14－17話 | TBR-29329D | TDV-29335D |
| 5     | 2021年2月17日  | 第18－21話 | TBR-29330D | TDV-29336D |
| 6     | 2021年4月21日  | 第22－25話 | TBR-29331D | TDV-29337D |

## CD
| 發售日期       | 標題                                                      | 規格編號    |
| -------------- | --------------------------------------------------------- | ----------- |
| 2014年11月19日 | 排球少年！！O.S.T.1                                       | THCA-60045  |
| 2014年12月17日 | 排球少年！！O.S.T.2                                       | THCA-60048  |
| 2016年3月16日  | 排球少年！！Second Season Original Sound Track VOL.1      | THCA-60089  |
| 2016年4月20日  | 排球少年！！Second Season Original Sound Track VOL.2      | THCA-60091  |
| 2017年1月18日  | 排球少年！！烏野高中VS白鳥澤學園高中 Original Sound Track | THCA-60122  |
| 2017年4月19日  | 排球少年！！COMPLETE BEST                                 | VVCL-1008/9 |

## 動畫電影
2022年8月13日，宣布製作完全新作劇場版《排球少年！！ FINAL》，作為電視動畫的續篇。
第一部劇場版題為《劇場版 排球少年！！ 垃圾場的決戰》，改編自原作漫畫第33至37卷烏野高校對陣音駒高校的比賽，於2024年2月16日在日本上映，IMAX版本与通常版本同日公映。杜比影院、4DX及MX4D版本于同年3月9日上映。

## 外部連結
- 電視動畫「排球少年！！」官方網頁（日語）
  - 電視動畫「排球少年！！」官方的X（前Twitter）（日語）
- 電視動畫「排球少年！！烏野高中VS白鳥澤學園高中」官方網頁（日語）